# Marno (Name)
Marno ist ein männlicher Vorname und ein Familienname.

## Namensträger

### Vorname
- Marno Kreft, Eiskunstläufer
- Marno Verbeek, Wirtschaftswissenschaftler

### Familienname
- Anna Marno (* 1992), US-amerikanische Skirennläuferin
- Antonio Neumane Marno (1818–1871), deutsch-ecuadorianischer Musiker siehe Antonio Neumane
- Ernst Marno (1844–1883), österreichischer Afrikaforscher
- Mozhan Marnò (* 1980), US-amerikanische Schauspielerin